# Bugula mollis
Bugula mollis är en mossdjursart som beskrevs av Harmer 1926. Bugula mollis ingår i släktet Bugula och familjen Bugulidae. Inga underarter finns listade i Catalogue of Life.